# Kinnersley
Kinnersley est un village du Herefordshire, en Angleterre. Il est situé à 8 km à l'est de la frontière du pays de Galles et à 16 km au nord-ouest de la ville de Hereford, à 200 mètres au-dessus du niveau de la mer et à 3 km au nord de la rivière Wye.

## Géographie
Entouré de collines abruptes qui encerclent presque Kinnersley en lui servant de protection. Les étés sont chauds et relativement secs, les hivers sont frais et humides. Aux alentours de Kinnersley, on trouve principalement des cultures et des vergers de pommiers appartenant à des entreprises locales de cidre, dont H. P. Bulmer. Le paysage offre une vue sur les montagnes noires et Hereford. 